# Джек Кілбі
Джек Кілбі (англ. Jack St. Clair Kilby; 8 листопада 1923, Джефферсон-Сіті — 20 червня 2005, Даллас) — американський учений. Лавреат Нобелівської премії з фізики в 2000 році за винахід інтегральної схеми в 1958 році в період роботи в Texas Instruments (TI). Також він — винахідник кишенькового калькулятора і термопринтера (1967).

## Біографія
Член Національної інженерної академії США (1967). Закінчив Іллінойський (1947) і Вісконсінський (1950) університети. З 1947 у фірмі «Центрлаб» (Мілвокі), з 1958 в компанії «Texas Instruments» (Даллас). У 1978—1984 професор Техаського сільськогосподарського та машинобудівного університету. Національна наукова медаль США (1969).